# 美禰站
美禰站（日语：／ Mine eki */?）是位於山口縣美禰市大嶺町東分字平城，西日本旅客鐵道（JR西日本）的美禰線車站。此站為美禰市的代表車站。

## 歷史
- 1916年（大正5年）9月15日 - 美禰輕便鐵道（日语：美祢軽便鉄道）伊佐站（現時：南大嶺站）至重安站之間開通，吉則停留場（日语：／）啟用。
  - 當時車站位於山口縣美禰郡大嶺村（日语：大嶺町）大嶺東分字平城。
- 1920年（大正9年）6月1日 - 美禰輕便鐵道被國有化，成為美禰輕便線車站。同時升級至車站，名為吉則站。
- 1922年（大正11年）9月2日 - 不再稱呼為輕便線，美禰輕便線改名為美禰線。
- 1939年（昭和14年）5月1日 - 大嶺村實施町制，變成大嶺町（日语：大嶺町），車站地址變為山口縣美禰郡大嶺町大嶺東分字平城。
- 1954年（昭和29年）3月31日 - 隨著美禰市（第一次）成立，車站地址變為山口縣美禰市大嶺町大嶺東分字平城。
- 1956年（昭和31年） - 隨著町名改名，車站地址變為山口縣美禰市大嶺町東分字平城。
- 1963年（昭和38年）10月1日 - 此站改名為美禰站。同時路線日文寫法由美祢線改為美禰線[2]。
- 1982年（昭和57年）10月1日 - 除了專用線到發的貨物外，終止其他車載貨物起卸業務。
- 1984年（昭和59年）2月1日 - 終止貨物起卸業務。
- 1987年（昭和62年）4月1日 - 伴隨國鐵分割民營化，車站由西日本旅客鐵道（JR西日本）和日本貨物鐵道（JR貨物）營運[2]。
- 1998年（平成10年）
  - 4月1日 - 運送往宇部港站（日语：宇部港駅）的石灰石貨物列車廢止。
  - 6月15日 - 運送往岡見站的碳酸鈣、粉煤灰（日语：フライアッシュ）貨物列車開始運行。
- 2001年（平成13年）3月4日 - 變成業務委託車站，委托JR西日本廣島Maintec（日语：JR西日本広島メンテック）負責車站業務。
- 2004年（平成16年）10月1日 - 綠色窗口營業時間加入中途休息時間[3]。
- 2008年（平成20年）3月21日 - 隨著美禰市（第二次）成立，車站地址變成現時的地址。
- 2010年（平成22年）7月15日 - 因大雨使厚狹川泛濫，橋樑被沖毀，全線不能通行，此站暫停營業。
- 2011年（平成23年）9月26日 - 全線重開，此站重開。
- 2014年（平成26年）4月1日 - 日本貨物鐵道車站廢止，終止貨物起卸業務[4]。
- 2021年（令和3年）
  - 5月31日 - 當日起綠色窗口結業（預定）。
  - 6月1日 - 當日起成也終日無人車站（預定）。

## 車站構造
車站是一座地面車站，設有2面2線的單式、島式月台。車站東南方（1號月台）設有車站大樓。2、3號月台之間設有站內平交道連接。
在場內信號機/出發信號機的配置上，1號月台為上行本線，3號月台為下行本線。所有月台可向上下行線到發。但是截王2009年3月14日，2、3號月台暫停使用，上述兩月台的出發信號機和場內信號機被板覆蓋。車站南端各路軌設有止衝擋。另外，站內平交道現時暫停使用。
此站是由長門鐵道部管理的業務委託車站，委托了JR西日本廣島Maintec，在美禰線中間車站中，唯一設有綠色窗口的車站。
曾經此站設有商店和烏冬店，後來分別在2008年（平成20年）和2007年（平成19年）結業。在特定日子，此站設有從此站出發的列車。

### 月台
| 月台 | 路線           | 上下行         | 方向             |
| ---- | -------------- | -------------- | ---------------- |
| 1    | ■美禰線        | 下行           | 長門市、仙崎方向 |
| 1    | ■美禰線        | 上行           | 厚狹方向         |
| 2、3 | （停止使用中） | （停止使用中） | （停止使用中）   |

※在旅客資訊上，「月台編號」是按車站大樓一方順序編排。在列車運輸指令上，編號與月台編號是相反編排。

## 貨物起卸、專用線

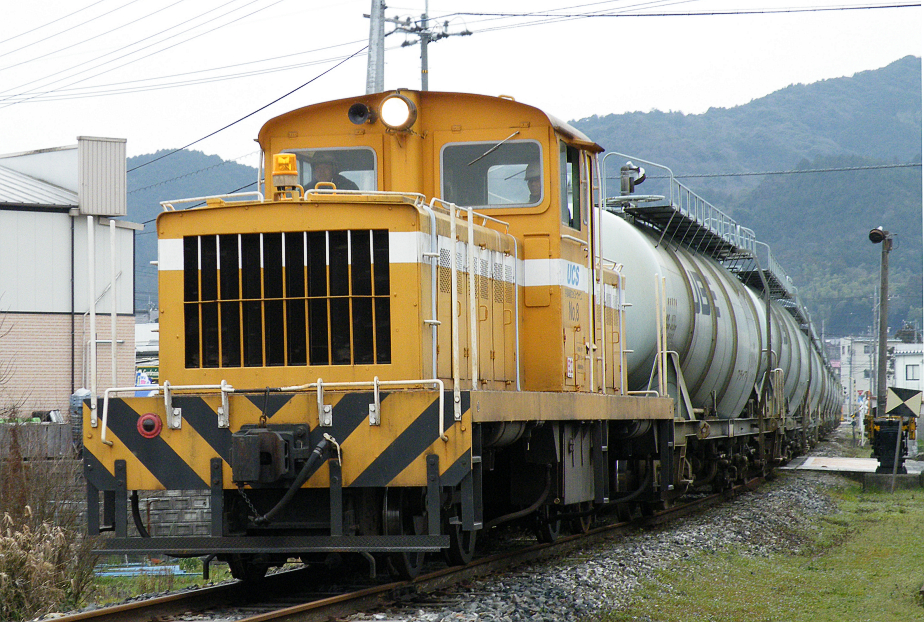
行走工場至美禰站之間的貨物列車（2009年）

曾經此站設有日本貨物鐵道（JR貨物）車站，當時設有從專用線出發的車載貨物列車。
旅客月台以北500米處設有名為「美禰編組場」的小規模編組場，該處向東南方向延伸可連接宇部興產伊佐水泥工場，專用線全長2公里。
曾經有許多煤炭貨運列車到發，隨著大嶺煤礦關閉而停用運送煤礦。另外，隨著連接宇部港站的宇部興產專用道路開通，運送石灰石運輸的任務由使用鐵路改為使用卡車，因此石灰石貨運列車於1998年（平成10年）廢止。
後來，此站至山陰本線岡見站之間（經山陽本線和山口線）設有使用TaKi1100形行走專用貨運列車，每日只有1往返班次。以從伊佐水泥工場運送碳酸鈣（石灰石）前往中國電力三隅火力發電廠，而三隅火力發電廠運送粉煤灰前往伊佐水泥工場。該列車在2013年終止運行，貨物車站在2014年廢止。

## 利用狀況
以下為近年的乘車人次列表。
| 年度 | 1日平均 乘車人次 |
| ---- | ---------------- |
| 1999 | 601              |
| 2000 | 607              |
| 2001 | 549              |
| 2002 | 488              |
| 2003 | 473              |
| 2004 | 470              |
| 2005 | 466              |
| 2006 | 444              |
| 2007 | 427              |
| 2008 | 447              |
| 2009 | 418              |
| 2010 | 394              |
| 2011 | 451              |
| 2012 | 374              |
| 2013 | 386              |
| 2014 | 350              |
| 2015 | 319              |
| 2016 | 320              |
| 2017 | 334              |
| 2018 | 346              |
| 2019 | 309              |

## 車站周邊
車站位於美禰市中心西北端。車站南邊設有國道435號，東邊設有國道316號。國道435號南邊設有厚狹川。
- 美禰市政廳
- 山口縣警察（日语：山口県警察） 美禰警署（日语：美祢警察署）
- 美禰市消防本部（日语：美祢市消防本部）
  - 美禰消防署 - 為消防本部唯一的消防署。
- 美禰郵局（日语：美祢郵便局）

### 巴士路線
車站東邊的保線區內設有船木鐵道美禰營業所。
- Blue Line交通（日语：ブルーライン交通） : 豐田町西市方向
- 山電交通（日语：サンデン交通） : 厚保、湯谷、小月、下關方向
- 船木鐵道（日语：船木鉄道） : 於福、秋芳洞、堀越、厚狹方向

在2016年9月前，中國JR巴士（秋吉線）曾經駛入站前，設有班次前往秋芳洞、山口站方向。
在2018年9月前，山電交通設有前往秋芳洞的路線。

## 相鄰車站
西日本旅客鐵道（JR西日本）
■美禰線
南大嶺－美禰－重安

## 注腳
1. ↑  JTB出版《JTB時刻表》索引地圖中表示此站是該市的代表車站。例如：2011年3月號
2. 1 2  歴史でめぐる鉄道全路線 国鉄・JR 7号、21頁
3. ↑  比較8/4和11/21的JR出行網資料
4. ↑  電氣車研究會《平成二十六年度 鉄道要覧》中指出美禰線的第二種鐵道事業廢止。
5. ↑  山口県統計年鑑 （页面存档备份，存于）（日語） - 山口縣
6. ↑  山口エリア路線バス　１０月１日ダイヤ改正について-中國JR巴士新聞稿 2016年9月26日（Internet Archive網絡存檔。2018年7月16日參閲）。

## 外部連結
- 美禰｜車站資訊：JR出門網 - 西日本旅客鐵道（日語）